# ماشية غيرنزي
{
ماشية الغيرنزي هي نسل من الماشية المستخدمة في مزارع الألبان. ولونها بني فاتح وأبيض، ومعروفة خاصةً بالنكهة الغنية لـ حليبها، وتحركاتها الشجاعة وسهولة انقيادها.

## الحليب
إن الخصائص المميزة لحليب بقرة غيرنزي جعل السلالة شهيرة عالميًا. وللحليب لون ذهبي نتيجة لمحتواه العالي من كاروتين بيتا. كاروتين بيتا مصدر فيتامين ألف، الذي يروج أنه يقلل من أخطار سرطانات معينة. وللحليب محتوي عالٍ من زبدة الحليب بـ5% ومحتوي عالٍ من البروتين بـ3.7%. وأبقار غيرنزي تنتج حوالي 6000 لتر لكل بقرة في العام. وفي الولايات المتحدة (US) تنتج أبقار غيرنزي ما متوسطه 16,200 رطل من الحليب في العام بنسبة دهون 4.5% وبروتين 3.2%. ومعروف عن ماشية غيرنزي أنها تنتج أعلى نسبة من حليب ألف 2 (A2 milk) من بين كل سلالات ماشية الحليب.
من الخمسينيات إلى أوائل السبعينيات، حليب علامة غيرنزي الذهبي التجارية تم بيعها في الولايات المتحدة وكندا كمنتج عالي الجودة. اللون الذهبي الذي ينتجه كاروتين بيتا المرتبط بالدهون في الحليب كان نقطة التسويق الأساسية ومصدر اسم العلامة التجارية. ويمكن تسويق حليب أبقار غيرنزي فقط تحت علامة غيرنزي الذهبية التجارية. وحلول التجانس والتغيرات المختلفة لطريقة تسعير وتسويق الحليب أدت إلى نهاية حليب العلامة التجارية غيرنزي الذهبي. ومازالت العلامة التجارية مُحافظًا عليها من قِبل رابطة غيرنزي الأمريكية ومازالت مستخدمة في العديد من المحالب صغيرة الحجم في الدولة. محالب غيرنزي الذهبية (GG) في ميلواكي، ويسكونسن (WI)، المملوكة في الأصل من قِبل مزارع فورموست (وحاليًا أغذية ديين (Dean Foods))، المحتفظة باسم غيرنزي الذهبية بعد أن توقفوا عن بيع حليب جرينزي 100%. الحليب الذي يبيعونه اليوم يُنتج بشكل رئيسي من ماشية هولستين.

## المصدر

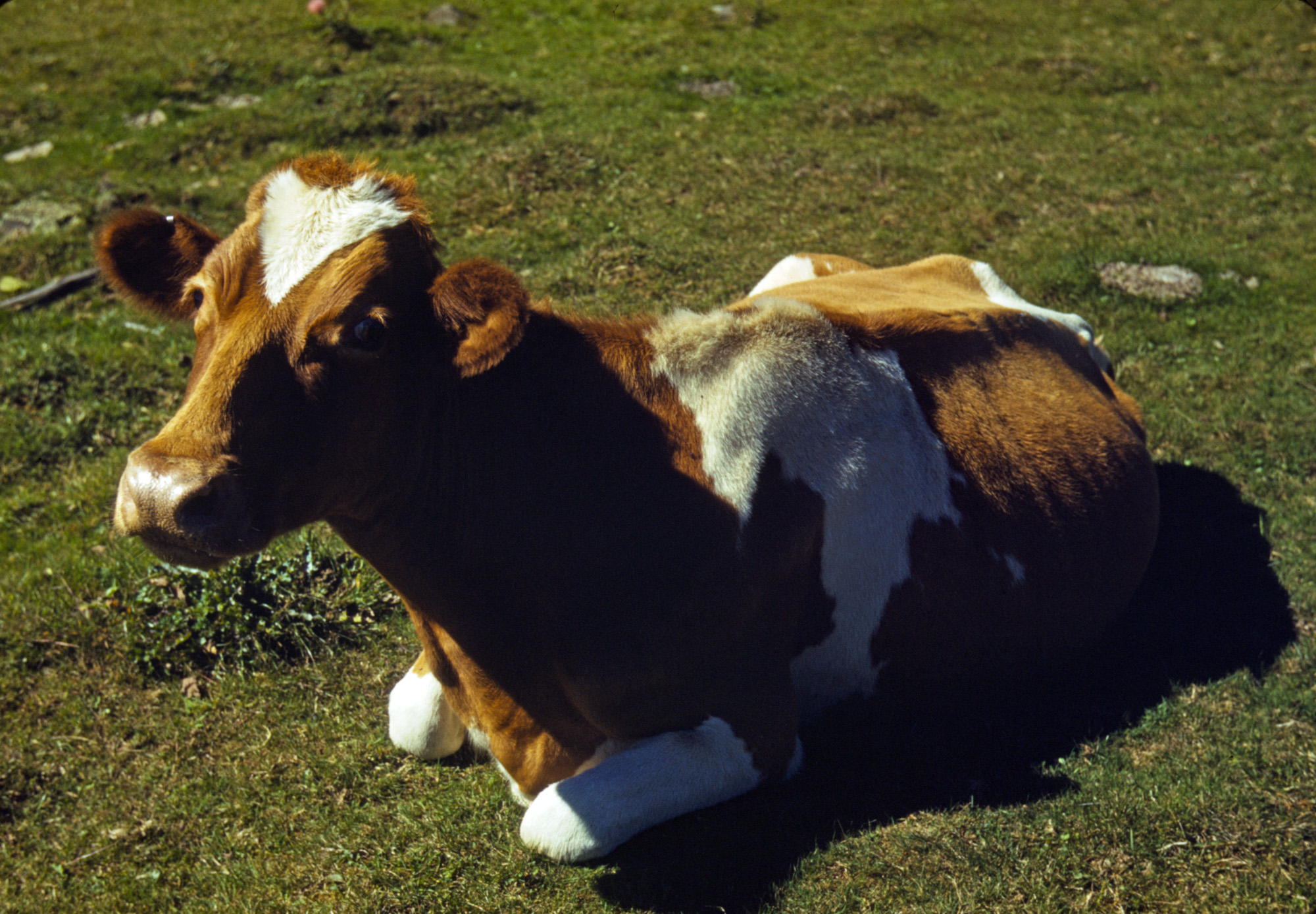
بقرة غيرنزي في الولايات المتحدة الأمريكية

كما يقترح اسمها، تم توالد الغيرنزي على جزيرة القنال البريطانية غيرنزي. ومن المعتقد أنها منحدرة من سلالتين من فرنسا القريبة، بقرة إيزيني من نورماندي وفورمونت دي ليون من بريتاني. تم توثيق الغيرنزي كسلالة منفصلة لأول مرة حوالي 1700. في 1789، تم قانونيًا منع استيراد الماشية الأجنبية إلى غيرنزي للحفاظ على نقاء السلالة، مع العلم بأن بعض الماشية تم إجلاؤها من ألديرني خلال الحرب العالمية الثانية اختلطت في السلالة.
صادرات الماشية وحيواناتها المنوية كانت مصدرًا اقتصاديًا مهمًا للجزيرة في أوائل القرن العشرين، وعدد كبير من ماشية غيرنزي تم تصديره إلى الولايات المتحدة. وسلالة غيرنزي مدرجة على قائمة المراقبة للمحافظة الأمريكية لسلالات الماشية، بأقل من 2500 تسجيل سنوي في الولايات المتحدة، وعدد عالمي مقدر بأقل من 10000 حيوان.

## المواصفات

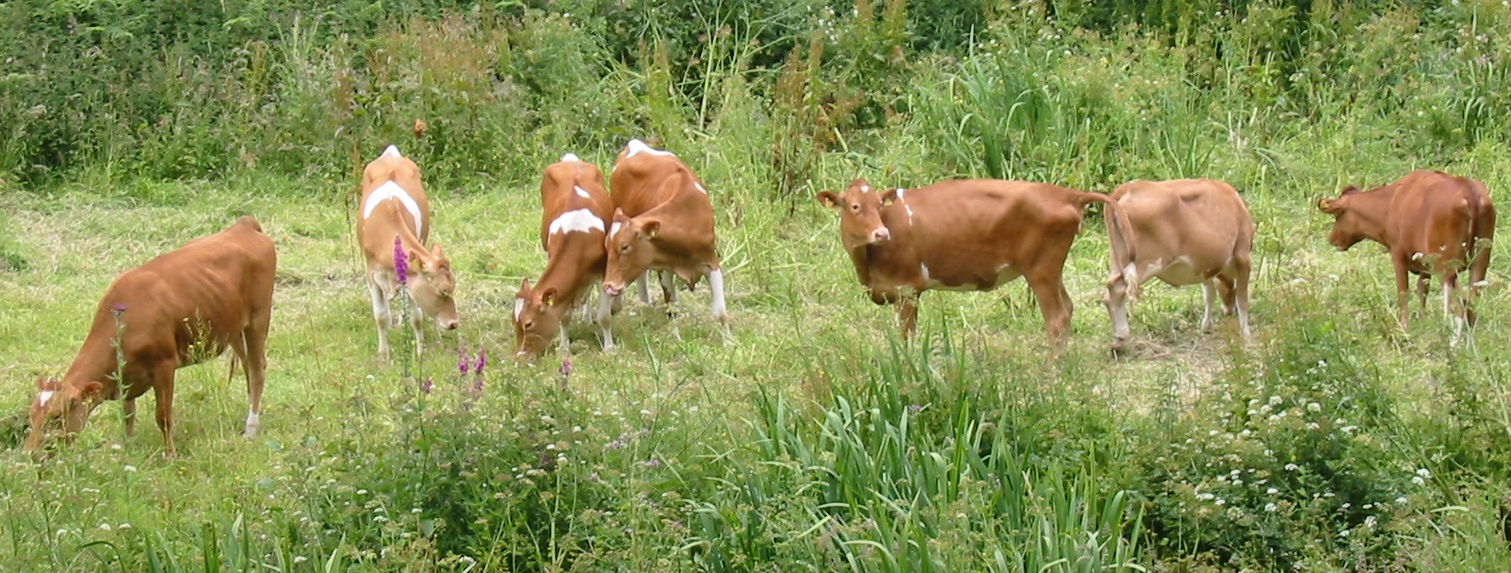
ماشية الغيرنزي.

تزن البقرة ما بين 450 إلى 500 كيلو جرام، أكثر بقليل من الوزن المتوسط لـبقرة جيرسي التي تزن حوالي 450 كيلو جرام (1000 رطل). يزن الثور ما بين 600 إلى 700 كيلو جرام الذي يعتبر وزنًا ضئيلاً بالنسبة لمعايير الماشية المحلي، ويمكن أن تكون عدوانينة بشكل مدهش. ولبقرة غيرنزي العديد من المزايا الجديرة بالذكر للمُزارِع، متفوقة بها على السلالات الأخرى. ومنها كفاءة الإنتاجية العالية من الحليب، قلة حالات ولادة البقرة المستعصية وطول العمر. ومع ذلك، فالتوالد الداخلي أصبح مصدر قلق بسبب مجموع الجِنس المنخفض في أي منطقة بعينها، ويتم حل هذه المشكلة في معظم الحالات عن طريق تبادل البقر بلا تداخل في السلالة من المزارع الأخرى. وأحيانًا تعتبر أبقار غيرنزي كأبقار ضعيفة نوعًا ما بالمقارنة بالسلالات من نفس الحجم. ولونها أحمر وأبيض.

## موكب استعراض أبقار غيرنزي
يفتخر سكان جزيرة غيرنزي بأبقارهم المحلية ويحتفلون بهم في موكب أبقار غيرنزي المستوحى من موكب الأبقار الدولي. حيث يتم تزيين كل بقرة على يد فنان محلي، مدرسة، أو مجموعة مجتمعية إلخ. ويتم المزايدة عليهم لجمع الأموال للقضايا المحلية.

## وصلات خارجية
- [<a href="http://www.usguernsey.com/">http://www.usguernsey.com/</a> The American Guernsey Association]
- [<a href="http://www.guernseycattle.com/artman/publish/index.php">http://www.guernseycattle.com/artman/publish/index.php نسخة محفوظة 10 سبتمبر 2007 على موقع واي باك مشين.</a> English Guernsey Cattle Society]
- [<a href="http://www.worldguernseys.org/">http://www.worldguernseys.org/</a> The World Guernsey Cattle Federation]
- [<a href="http://www.guernseycowparade.com/">http://www.guernseycowparade.com/</a> Guernsey Cow Parade]